# Didier Barbelivien

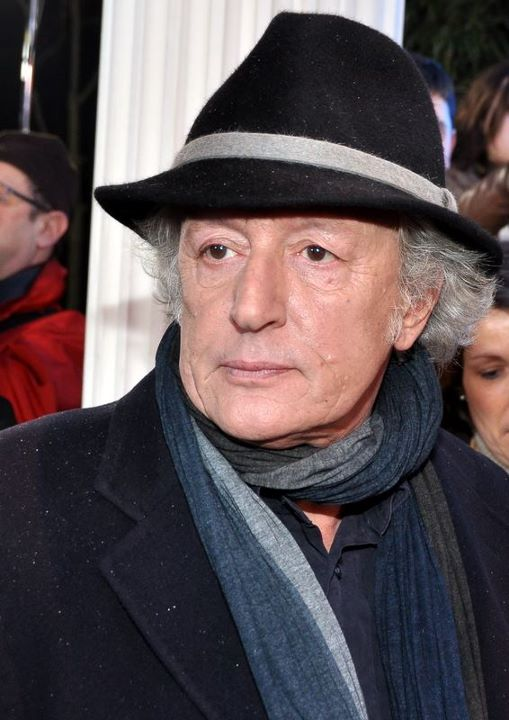
Didier Barbelivien (2012)

Didier Barbelivien (* 10. März 1954 in Paris) ist ein französischer Komponist, Liedtexter und Sänger.

## Leben
Ab Mitte der 1970er Jahre schrieb er mehrere erfolgreiche Titel für Johnny Hallyday (Elle m’oublie), Michel Sardou, Patricia Kaas, Gérard Lenorman und Michèle Torr.
Als Komponist und Texter war er u. a. auch für Hervé Vilard, Gilbert Montagné, Marcel Amont, Marie Laforêt, Demis Roussos, Enrico Macias, Dalida, Claude François, Gilbert Bécaud, Corynne Charby, Lisa Angell, Mireille Mathieu, Glenn Medeiros, Julio Iglesias, Sylvie Vartan, Frank Michael, Shirel, Garou und Marilou Bourdon tätig.
Viermal nahm Didier Barbelivien als Komponist am Eurovision Song Contest teil. 1978 landeten von ihm geschriebene Songs auf den Plätzen 3 und 4. Joël Prévost sang für Frankreich Il y aura toujours des violons, das in Zusammenarbeit mit Gérald Stern entstand. Der monegassische Beitrag Les Jardins de Monaco verpasste das Podest knapp. Caline und Oliver Toussaint sangen dieses Werk, das Barbelivien gemeinsam mit Paul de Senneville, Jean Albertini und Olivier Toussaint komponiert hatte. 1979 nahm Monaco erneut mit einem von Barbelivien, De Senneville und Albertini geschriebenen Lied teil. Laurent Vaguener landete mit Notre vie c’est la musique auf dem 16. Platz. 1995 sang Nathalie Santamaria Il me donne rendez-vous, das sich auf dem vierten Rang platzierte. Das Lied schrieb Barbelivien in Zusammenarbeit mit François Bernheim, mit dem auch die meisten Lieder von Patricia Kaas entstanden sind.
In den 1980er und 1990er Jahren trat Didier Barbelivien auch als Sänger in Erscheinung. Die größten Erfolge feierte er im Duett mit Félix Gray. 1990 bzw. 1991 schafften sie mit den Liedern À toutes les filles und Il faut laisser le temps au temps in der französischen Hitparade zwei Nummer-1-Hits in Folge.

## Diskografie

### Alben
| Jahr | Titel                                   | Höchstplatzierung, Gesamtwochen, AuszeichnungChartplatzierungen (Jahr, Titel, Platzierungen, Wochen, Auszeichnungen, Anmerkungen) | Höchstplatzierung, Gesamtwochen, AuszeichnungChartplatzierungen (Jahr, Titel, Platzierungen, Wochen, Auszeichnungen, Anmerkungen) | Anmerkungen                              |
| Jahr | Titel                                   | FR | BEW | Anmerkungen                              |
| ---- | --------------------------------------- | --- | --- | ---------------------------------------- |
| 1994 | Chante                                  | FR— ×2DoppelgoldFR | — | Erstveröffentlichung: 24. Oktober 1994   |
| 1995 | Que l’amour                             | — | BEW46 (1 Wo.)BEW | Erstveröffentlichung: 28. September 1995 |
| 2001 | Les années 70                           | FR130 (1 Wo.)FR | — | Erstveröffentlichung: 16. Oktober 2001   |
| 2005 | Envoie les clowns                       | FR56 (6 Wo.)FR | — | Erstveröffentlichung: 7. November 2005   |
| 2007 | État des lieux: J’écrivais des chansons | FR96 (5 Wo.)FR | — | Erstveröffentlichung: 29. Oktober 2007   |
| 2009 | Atelier d’artistes                      | FR8 Platin · (63 Wo.)FR | BEW51 (14 Wo.)BEW | Erstveröffentlichung: 28. September 2009 |
| 2011 | Mes préférences                         | FR4 Platin · (42 Wo.)FR | BEW26 (28 Wo.)BEW | Erstveröffentlichung: 3. Oktober 2011    |
| 2012 | Best Of – 3 CD                          | FR6 Gold · (24 Wo.)FR | BEW15 (37 Wo.)BEW | Erstveröffentlichung: 15. Juni 2012      |
| 2013 | Dédicacé                                | FR27 (13 Wo.)FR | BEW46 (17 Wo.)BEW | Erstveröffentlichung: 4. März 2013       |
| 2016 | Amours de moi                           | FR62 (8 Wo.)FR | BEW50 (23 Wo.)BEW | Erstveröffentlichung: 7. Oktober 2016    |
| 2018 | Créateur de chansons                    | FR117 (3 Wo.)FR | BEW80 (6 Wo.)BEW | Erstveröffentlichung: 9. März 2018       |
| 2022 | Didier Barbelivien                      | FR90 (3 Wo.)FR | — | Erstveröffentlichung: 21. Oktober 2022   |

grau schraffiert: keine Chartdaten aus diesem Jahr verfügbar
Weitere Alben
- 1980: Elle
- 1982: Elsa
- 1985: C’est de quel côté la mer?
- 1987: Peut-être toi, peut-être une autre
- 1989: Des mots d’émotion
- 1991: Nos amours cassées (mit Félix Gray)
- 1992: Vendée 93 (mit Anaïs)
- 1994: Quitter l’autoroute (mit Anaïs)
- 1997: Yesterday les Beatles
- 2003: Léo

### Singles
| Jahr | Titel Album                                          | Höchstplatzierung, Gesamtwochen, AuszeichnungChartplatzierungen (Jahr, Titel, Album, Platzierungen, Wochen, Auszeichnungen, Anmerkungen) | Höchstplatzierung, Gesamtwochen, AuszeichnungChartplatzierungen (Jahr, Titel, Album, Platzierungen, Wochen, Auszeichnungen, Anmerkungen) | Anmerkungen        |
| Jahr | Titel Album                                          | FR | CH | Anmerkungen        |
| ---- | ---------------------------------------------------- | --- | --- | ------------------ |
| 1990 | À toutes les filles... Les amours cassées            | FR1 (28 Wo.)FR | — | mit Félix Gray     |
| 1990 | Il faut laisser le temps au temps Les amours cassées | FR1 (21 Wo.)FR | — | mit Félix Gray     |
| 1991 | E vado via Les amours cassées                        | FR5 (19 Wo.)FR | — | mit Félix Gray     |
| 1991 | Nos amours cassées Les amours cassées                | FR20 (8 Wo.)FR | — | mit Félix Gray     |
| 1992 | Les mariés de vendée Vendée 93                       | FR2 (23 Wo.)FR | CH— GoldCH | mit Anaïs          |
| 1993 | Puy du Fou                                           | FR39 (3 Wo.)FR | — | mit Robert Hossein |
| 1993 | Quitter l’autoroute Chante                           | FR32 (5 Wo.)FR | — | mit Anaïs          |

## Auszeichnungen für Musikverkäufe
Anmerkung: Auszeichnungen in Ländern aus den Charttabellen bzw. Chartboxen sind in ebendiesen zu finden.
| Land/RegionAuszeichnungen für Musikverkäufe (Land/Region, Auszeichnungen, Verkäufe, Quellen) | Gold     | Platin     | Verkäufe | Quellen                     |
| -------------------------------------------------------------------------------------------- | -------- | ---------- | -------- | --------------------------- |
| Frankreich (SNEP)                                                                            | 3× Gold3 | 2× Platin2 | 450.000  | infodisc.fr snepmusique.com |
| Schweiz (IFPI)                                                                               | Gold1    | —          | 25.000   | hitparade.ch                |
| Insgesamt                                                                                    | 4× Gold4 | 2× Platin2 |          |                             |